# Kafr Sousa
Kafar Souseh (tiếng Ả Rập: كفر سوسة) là một đô thị và khu phố của Damascus, Syria, nằm ở phía tây nam của thủ đô. Đây là nhà của Hội đồng Bộ trưởng Syria và Bộ Ngoại giao Syria.

## Lịch sử
Khu phố này trong lịch sử là một vùng ngoại ô nông nghiệp của Old Damascus  Từ "Kafar" có nghĩa là 'khu vực canh tác' trong tiếng Ả Rập Syria. Ngày nay, nó là một trong những khu phố hiện đại và giàu có nhất trong thành phố. Nó bao gồm nhiều phong cách khác nhau của biệt thự, chung cư và chung cư. Khu phố vẫn có một số trang trại và một thị trường nông dân cũ, cũng như hai trung tâm mua sắm và một số tòa nhà chính phủ / chính thức bao gồm Bộ Ngoại giao. Nó cũng gần với các khu phố nguyên thủy của Old Damascus.
Nhân vật cấp cao Hezbollah Imad Mughniyah bị ám sát trong khu phố năm 2008 
Khu phố đã tham gia vào các cuộc biểu tình năm 2011 của cuộc nổi dậy Syria.
Năm 2011, hai vụ đánh bom phối hợp đã giết chết 44 người và làm bị thương 166 cư dân.

Một công viên để vinh danh nhà lãnh đạo Triều Tiên Kim Il-Sung đã khai trương vào năm 2015. 

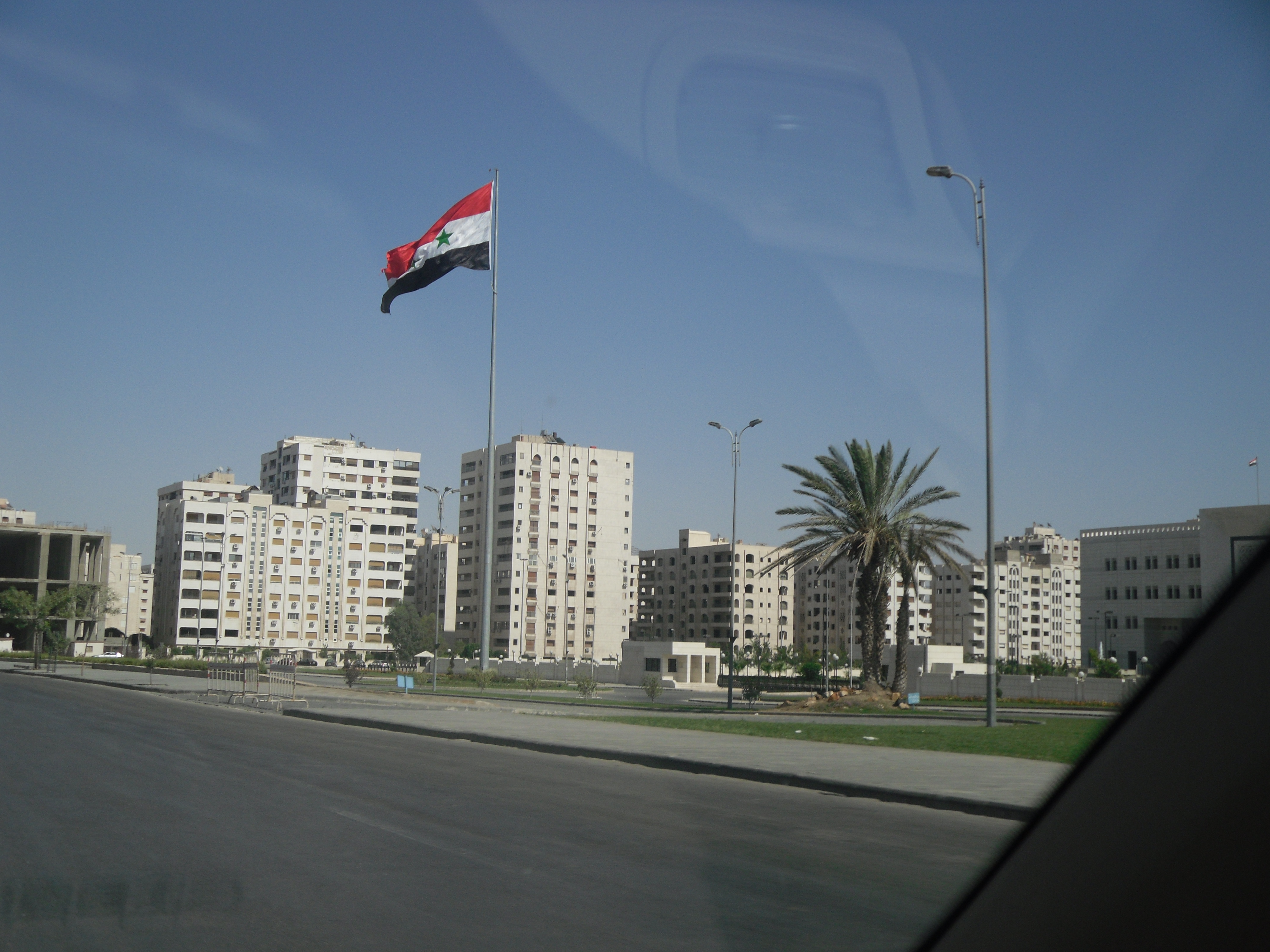
Gần bộ ngoại giao.
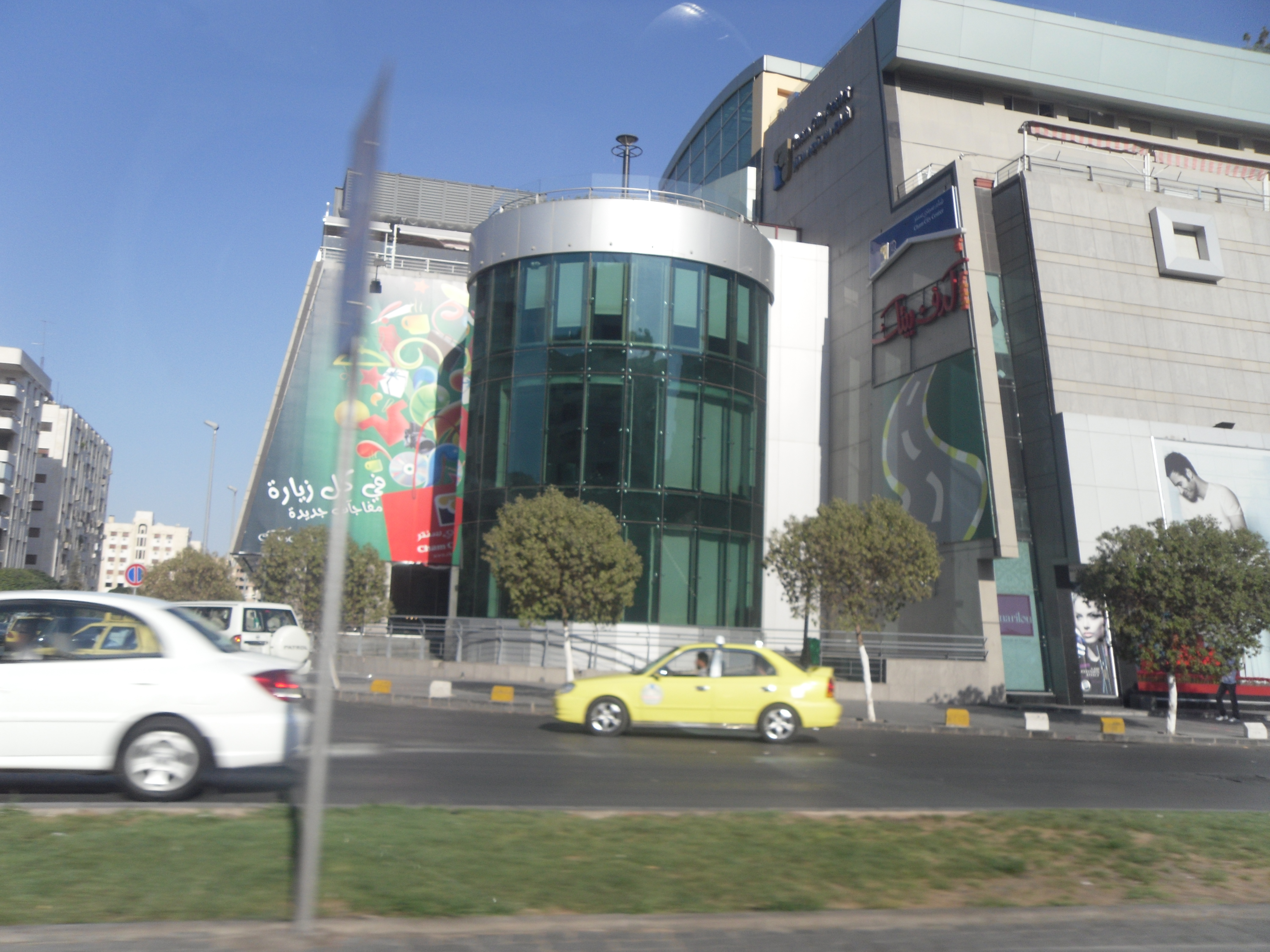
Trung tâm thành phố Chăm
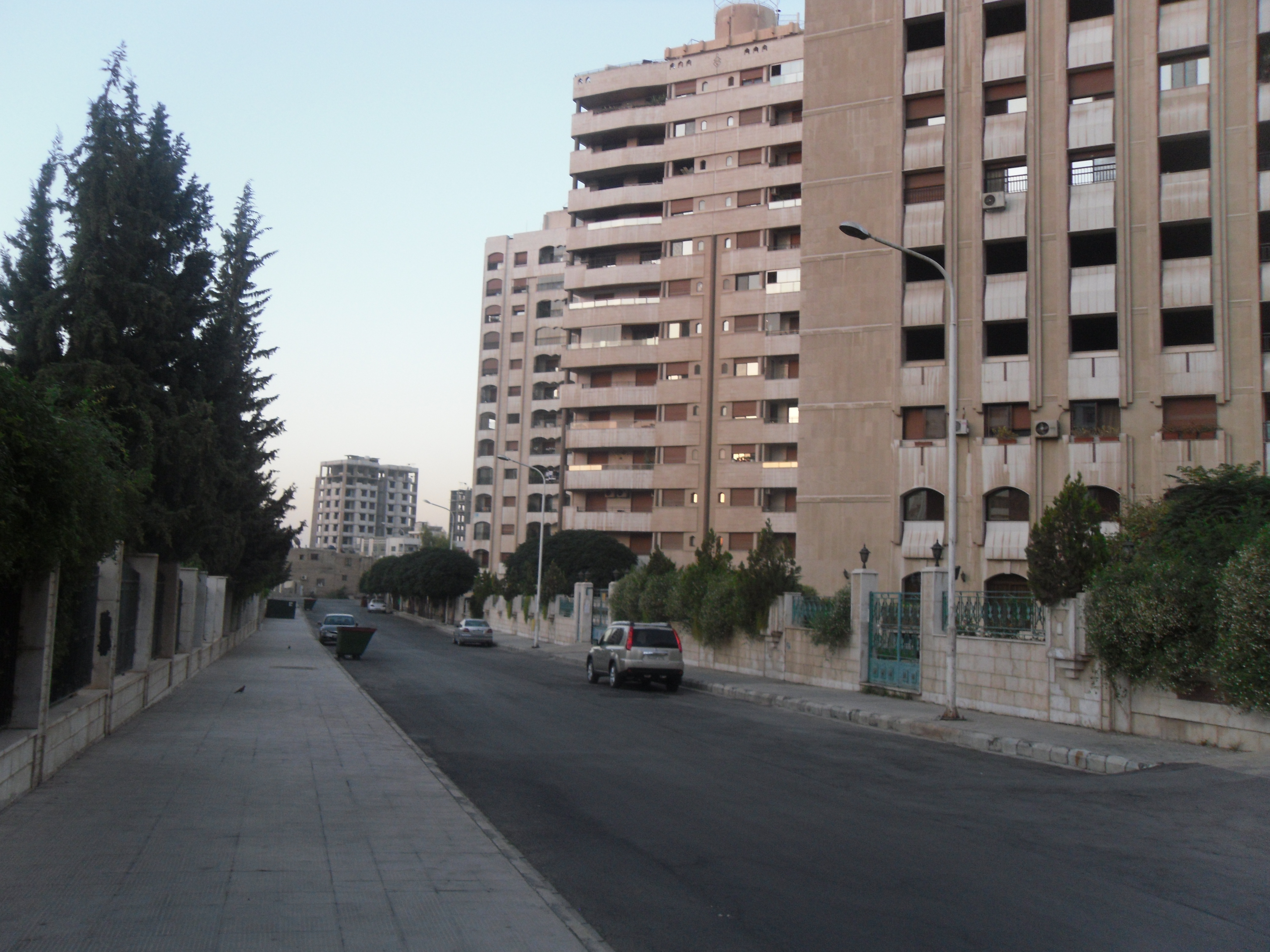
Khu phố Kafarsouseh gần công viên